# Central hidroelèctrica de Banjë
La central hidroelèctrica de Banjë és una gran central hidroelèctrica al riu Devoll situada a prop del poble de Banjë, a Albània. Va ser construïda per Devoll Hydropower, una empresa albanesa propietat de l'empresa elèctrica noruega Statkraft. El projecte consta d'una gran planta amb una capacitat nominal de 72 MW i una producció anual mitjana de 255 GWh. La presa fa 900 m de llargada, 370 m d'amplada i 80 m d'alçada. L'embassament estava previst per tenir una superfície de 14 km2, i una capacitat d'emmagatzematge d'uns 400 milions de m3. Es va completar el 2016.